# 斯莫熱
48°54′29″N 23°11′31″E / 48.90806°N 23.19194°E

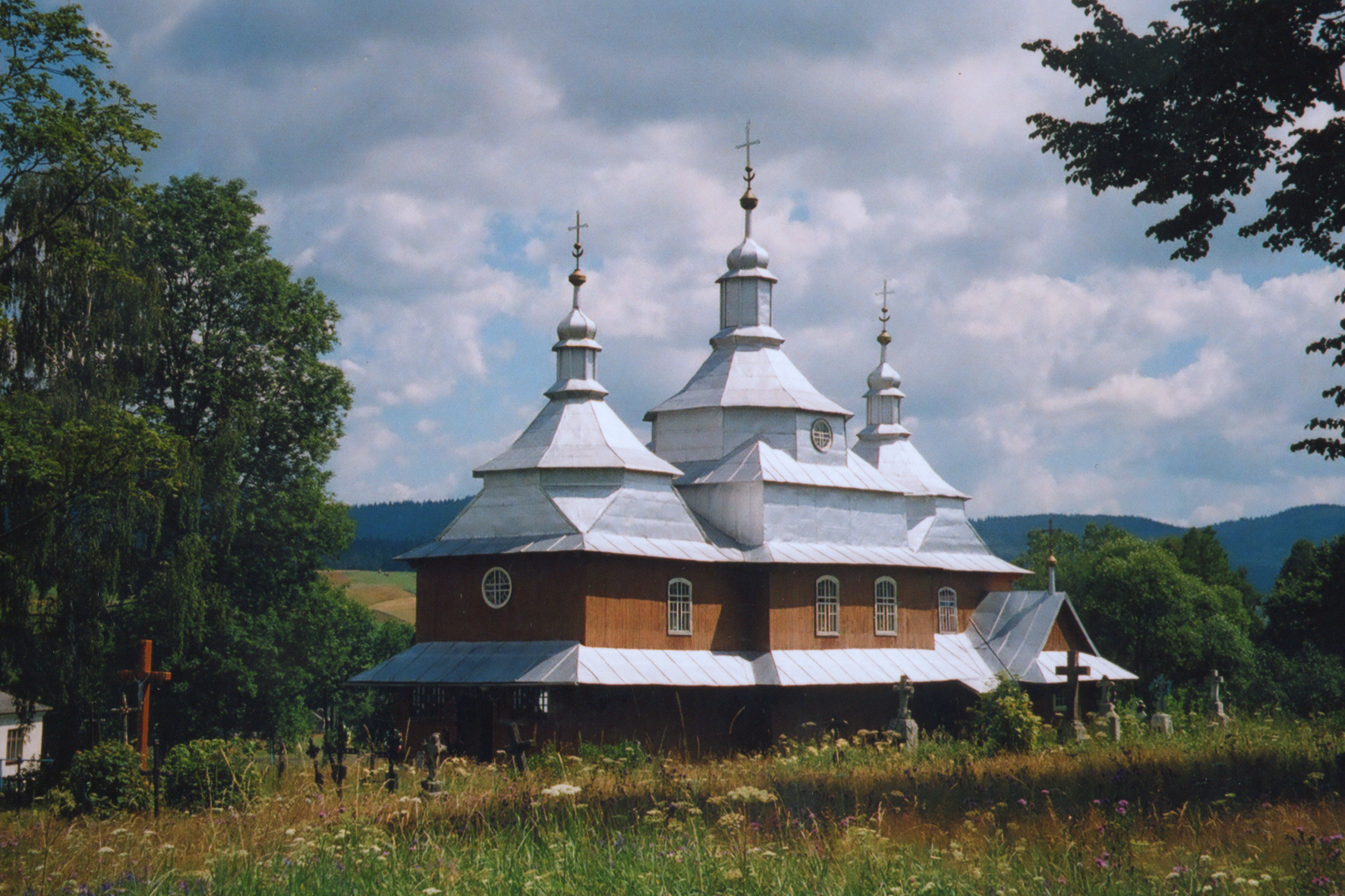
教堂

斯莫熱（烏克蘭語：Сможе），是烏克蘭的村庄，位於該國西部利沃夫州，由斯特雷區科焦瓦市鎮負責管轄，始建於1553年，面積2.19平方公里，海拔高度845米，2001年人口655，人口密度每平方公里299.09人。